# Максвелл, Джон
Джон Р. Максвелл (англ. John R. Maxwell; 16 июля 1871, Olena, Иллинойс — 3 июня 1906, Киокак, Айова) — американский гольфист, серебряный призёр летних Олимпийских игр 1904.
На Играх 1904 в Сент-Луисе Максвелл участвовал только в командном разряде. Он занял 21 место, и в итоге его команда стала второй и получила серебряные награды.